# Station Buków Jodłów
Station Buków Jodłów is een spoorwegstation in de Poolse plaats Buków / Jodłów.